# Harry Chambers
Henry „Harry“ Chambers (* 17. November 1896 in Willington Quay; † 29. Juni 1949 in Oakengates) war ein englischer Fußballspieler. Der Stürmer, der seine aktive Laufbahn zwischen den beiden Weltkriegen hatte, war regelmäßig bester Torschütze des FC Liverpool in den 1920er Jahren und gewann mit diesem Verein in den Jahren 1922 und 1923 zwei englische Meisterschaften in Folge.

## Sportliche Laufbahn
Der in der nordenglischen Grafschaft Northumberland geborene Harry Chambers war zunächst ein reiner Amateurspieler für die Willington United Methodists und North Shields Athletic, bevor ihn im April 1915 mit Tom Watson der Trainer des FC Liverpool an den Mersey zog. Der Ausbruch des Ersten Weltkriegs – und die damit verbundene Unterbrechung des Spielbetriebs der Football League – verhinderte jedoch zunächst das Debüt von „Smiler“, wie der vor allem mit dem linken Fuß schussstarke Stürmer scherzhaft genannt wurde. Statt des englischen Profifußballs standen vielmehr Einsätze als Gastspieler in Nordirland auf dem Programm, wozu Partien für Belfast Distillery und Glentoran Belfast zählten. Nach dem Ende der Kampfhandlungen feierte Chambers am 30. August 1919 beim 3:1-Erfolg bei Bradford City seinen Einstand und trug sich auf Anhieb in die Torschützenliste ein.
In den nun folgenden Jahren führte Chambers das Angriffsspiel des FC Liverpool an und war dabei in fünf Spielzeiten ohne Unterbrechung bester Torjäger des Vereins. Zu den Meisterschaften in den Saisons 1921/22 und 1922/23 trug er 41 Tore in insgesamt 72 Ligaspielen bei. Folgerichtig wurde er aufgrund der Leistungen zu dieser Zeit auch in die englische Nationalmannschaft berufen. Dort kam er am 14. März 1921 im Ninian Park zu Cardiff zu seinem ersten Länderspiel gegen Wales, das im Rahmen der British Home Championship mit einem 0:0-Remis endete. Das erste Tor für England folgte rund zwei Monate später anlässlich des 2:0-Siegs gegen Belgien in Brüssel. Bis zu seinem letzten Einsatz am 20. Oktober 1923 gegen Nordirland absolvierte Chambers insgesamt acht Länderspiele, in denen ihm fünf Tore gelangen.
Obwohl ihm weitere Trophäen beim FC Liverpool versagt blieben, war Chambers im weiteren Verlauf der 1920er Jahre eine Konstante im Angriffsspiel der „Reds“ und in den beiden Spielzeiten 1925/26 und 1926/27 war er der einzige Spieler, der nicht eine einzige Partie für seinen Klub verpasste. Nach 338 Pflichtspielen und 151 Toren verließ Chambers Anfield im April 1928 in Richtung West Bromwich Albion.
Bei dem Zweitligisten wurde aus dem vormaligen Stürmer ein „Centre-half“ und auf dieser wichtigen Zentralposition im Abwehrverbund kam Chambers noch einmal zu weiteren 40 Profieinsätzen. Anschließend ließ er seine Laufbahn bei kleineren Vereinen, wie Oakengates Town und Hereford United, ausklingen. Auch nach seinem Abschied von der Profikarriere blieb Chambers jedoch dem Fußballsport noch lange erhalten und bis zu seinem Tod im Alter von 52 Jahren absolvierte er gelegentlich Spiele für sein Team in Oakengates.

## Erfolge
- Englischer Meister: 1922, 1923